# 붉은왈라루
붉은왈라루(Macropus antilopinus)는 캥거루과에 속하는 캥거루속 유대류의 일종이다. 퀸즐랜드주의 케이프요크반도, 노던 준주의 톱랜드, 웨스턴오스트레일리아주의 킴벌리 등 오스트레일리아 북부 지역에서 발견된다. 현지에서 흔한 종으로 풀을 뜯는 초식동물이다.